# I lupi della City
I lupi della City (Tenderloin) è un film muto del 1928 diretto da Michael Curtiz.